# Royal Ulster Constabulary
A Royal Ulster Constabulary (RUC)[a] foi a força policial da Irlanda do Norte de 1922 a 2001. Foi fundada em 1 de junho de 1922 como sucessora da Royal Irish Constabulary (RIC)  após a partição da Irlanda. No seu auge, a força tinha cerca de 8.500 oficiais, com mais 4.500 membros da Reserva da RUC.
A RUC policiou a Irlanda do Norte desde o rescaldo da Guerra da Independência da Irlanda até depois da virada do século XXI e desempenhou um papel importante nos conflitos entre as décadas de 1960 e 1990. Devido à ameaça do Exército Republicano Irlandês Provisório (IRA), que via o RUC como uma força que impunha o domínio britânico, a força estava fortemente armada e militarizada. Os agentes transportavam habitualmente metralhadoras e espingardas de assalto, viajavam em veículos blindados e estavam baseados em esquadras de polícia fortemente fortificadas.  Foi a primeira força policial a usar balas de borracha e plástico para controle de distúrbios.
Os membros da RUC eram predominantemente protestantes, o que levou a acusações por parte de setores da minoria católica e nacionalista irlandesa de policiamento unilateral e sectarismo. Os agentes também foram acusados de brutalidade policial, bem como de conluio com paramilitares leais.   Por outro lado, foi elogiada como uma das forças policiais mais profissionais do mundo pelas forças de segurança britânicas.  Durante os conflitos, 319 agentes da RUC foram mortos e quase 9.000 ficaram feridos em assassinatos ou ataques paramilitares, principalmente pelo IRA, o que fez da RUC a força policial mais perigosa do mundo para servir em 1983.    No mesmo período, a RUC matou 55 pessoas, 28 das quais eram civis.  Em 2000, a RUC recebeu a George Cross por bravura.
A RUC foi substituída pelo Serviço Policial da Irlanda do Norte (PSNI) em 2001, conforme determinado pela versão final da Lei da Polícia (Irlanda do Norte) de 2000.  Alegações sobre conluio motivaram vários inquéritos, o mais recente dos quais foi escrito pela Ouvidora de Polícia Nuala O'Loan em 2007. O relatório identificou conluio da polícia, do CID e da Divisão Especial com terroristas leais, mas nenhum membro da RUC foi acusado ou condenado por quaisquer atos criminosos como resultado dessas investigações. O'Loan afirmou nas suas conclusões que não havia razão para acreditar que as conclusões da investigação fossem incidentes isolados. 

## História

### Estabelecimento
De acordo com a seção 60 do Ato do Governo da Irlanda de 1920, a Irlanda do Norte foi colocada sob a jurisdição da Royal Irish Constabulary (RIC). Em 31 de janeiro de 1921, Richard Dawson Bates, o primeiro Ministro do Interior da Irlanda do Norte, nomeou uma comissão de inquérito sobre a organização policial na região. Foi-lhe pedido que aconselhasse sobre quaisquer alterações à polícia existente necessárias para a formação de uma nova força (ou seja, recrutamento e condições de serviço, composição, força e custo). 
Um relatório provisório foi publicado em 28 de março de 1922, o primeiro relatório oficial do novo Parlamento da Irlanda do Norte, e foi posteriormente aceito pelo Governo da Irlanda do Norte. Em 29 de abril de 1922, o Rei Jorge V concedeu à força o nome de Royal Ulster Constabulary (RUC). :13 Em maio, o Parlamento da Irlanda do Norte aprovou a Lei da Polícia de 1922, e a RUC passou a existir oficialmente em 1º de junho. A sede da força foi estabelecida em Atlantic Buildings, Waring Street, Belfast. O uniforme permaneceu essencialmente o mesmo do RIC – um verde escuro, em oposição ao azul escuro usado pelas outras forças policiais britânicas e pela Garda Síochána. Um novo emblema da Mão Vermelha do Ulster em uma Cruz de São Jorge cercada por uma corrente foi criado, mas se mostrou impopular e nunca foi adotado uniformemente. Por fim, a insígnia da harpa e da coroa da Ordem de São Patrício, usada pelo RIC, foi adotada. 
Desde o início, a RUC desempenhou um papel duplo, único entre as forças policiais britânicas, de fornecer um serviço normal de aplicação da lei, ao mesmo tempo que fazia cumprir a nova entidade da Irlanda do Norte face a uma oposição considerável, tanto armada como desarmada. :13 Para isso, seus membros estavam armados, assim como o RIC. A RUC foi limitada por estatuto a uma força de 3.000 homens.  :268Inicialmente, um terço dos cargos dentro da força era reservado para católicos, um reflexo das proporções denominacionais da população da Irlanda do Norte naquela época. As primeiras duas mil vagas foram preenchidas rapidamente e as reservadas para católicos foram preenchidas principalmente por ex-membros do RIC que fugiam para o norte. Devido à relutância do establishment político em empregar muitos católicos (que eram vistos como potencialmente desleais ao ethos protestante e unionista do novo governo), a força abandonou essa política. Como resultado, a representação de católicos na RUC nunca ultrapassou 20%. Além disso, muitos católicos que se juntaram à força, principalmente durante os conflitos, foram alvos de assassinato ou condenados ao ostracismo por sua própria comunidade. Na década de 1960, a representação de católicos na RUC caiu para 12%. 
A RUC foi apoiada pela Ulster Special Constabulary, um corpo voluntário de policiais auxiliares de meio período estabelecido antes da criação do governo da Irlanda do Norte, que já havia recebido uniformes e treinamento. O oficial superior da RUC, o Inspetor Geral, foi nomeado pelo Governador da Irlanda do Norte e era responsável perante o Ministro do Interior do governo da Irlanda do Norte pela manutenção da lei e da ordem. 

### Primeiros anos
O clima político polarizado na Irlanda do Norte resultou em violência de ambos os lados da divisão política e sectária. A ilegalidade que afetou a região no início da década de 1920 e os problemas que causou à RUC são indicados em um relatório policial elaborado pelo Inspetor Distrital R.R. Spears em fevereiro de 1923. Referindo-se à situação em Belfast depois de julho de 1921, ele declarou:
Durante doze meses depois disso, a cidade esteve em estado de turbulência. O IRA (Exército Republicano Irlandês) foi responsável por um enorme número de assassinatos, bombardeios, tiroteios e incêndios incendiários. O trabalho da polícia contra eles foi, no entanto, grandemente dificultado pelo facto de os elementos rudes do lado protestante terem participado profundamente nos distúrbios, enfrentado homicídio com homicídio e adoptado, em muitos aspectos, as tácticas dos pistoleiros rebeldes. Na tentativa de enfrentar simultaneamente as facções em conflito, os esforços da polícia foram praticamente anulados. Eles eram totalmente incapazes de confiar na restrição de uma parte enquanto lidavam com a outra.
Cerca de noventa policiais foram mortos entre 1920 e 1922 no que viria a ser a Irlanda do Norte (ver Conflitos na Irlanda do Norte (1920-1922)). As forças de segurança foram implicadas em assassinatos de católicos em represália, mas nenhuma condenação foi proferida. Os mais notáveis desses incidentes foram os assassinatos de McMahon em 26 de março de 1922, nos quais seis católicos foram mortos; e os assassinatos de Arnon Street vários dias depois, em 1º de abril de 1922, nos quais mais seis católicos foram mortos a tiros em retaliação ao assassinato de um policial pelo IRA.   Em meados da década de 1920, a situação acalmou; durante os quarenta e cinco anos seguintes, a taxa de homicídios na Irlanda do Norte seria menor do que no resto do Reino Unido e a taxa de detecção de crimes seria maior. 
As décadas de 1920 e 1930 foram anos de austeridade econômica. Muitas das indústrias tradicionais da Irlanda do Norte, principalmente a de linho e a de construção naval, estavam em recessão, o que contribuiu para o já alto nível de desemprego. Em 1932, eclodiram graves motins em Belfast, em protesto contra a assistência inadequada aos desempregados.  Em resposta ao crescimento do transporte motorizado, a Divisão de Tráfego da RUC foi formada em 1º de janeiro de 1930. Em 1936, o depósito policial de Enniskillen foi inaugurado formalmente e um esquema de £ 800.000 para criar uma rede de 196 quartéis policiais em toda a Irlanda do Norte, racionalizando ou reparando as 224 instalações herdadas do RIC, estava em andamento. :22 Em maio de 1937, uma nova luminária de vidro branco com o brasão da RUC foi instalada pela primeira vez para substituir o brasão da RIC ainda em muitas estações. Quase na mesma época, o Departamento de Investigação Criminal (CID) em Belfast foi significativamente expandido, com um detetive chefe sendo nomeado para chefiar a força do CID em cada um dos cinco distritos policiais de Belfast. Houve atividade esporádica do IRA na década de 1930.
Em 1937, por ocasião da visita do Rei Jorge VI e da Rainha Elizabeth à província, o IRA explodiu vários postos alfandegários. Em 1939, o IRA lançou sua Campanha de Sabotagem na Inglaterra, que terminaria poucos dias antes do início da Segunda Guerra Mundial. A guerra trouxe responsabilidades adicionais para a polícia: a segurança da fronteira terrestre com a República da Irlanda, que permaneceu neutra durante a guerra, foi uma consideração importante; o contrabando aumentou muito devido ao racionamento, a ponto de a polícia praticamente se tornar agente de receita; e muitos regulamentos de guerra tiveram que ser aplicados, incluindo requisitos de "black-out" nas luzes das casas e dos veículos, a prisão de trabalhadores em greve, a segurança portuária e restrições à circulação de veículos e ao uso de gasolina. 
A RUC era uma "ocupação reservada", ou seja, a força policial era considerada essencial para o esforço de guerra doméstico e seus membros eram proibidos de sair para se juntar a outros serviços. A situação de guerra deu uma nova urgência às discussões sobre a nomeação de mulheres policiais. O Ministério do Interior finalmente aprovou o alistamento de mulheres como membros da RUC em 16 de abril de 1943, com os primeiros seis recrutas começando em 15 de novembro, liderados por Marion Paterson Macmillan, que foi transferida da Polícia Metropolitana. As políticas do pós-guerra trouxeram uma melhoria gradual na situação da RUC, interrompida apenas pelo retorno das hostilidades na campanha de fronteira do IRA de 1957 a 1962, na qual sete oficiais da RUC foram mortos. A força foi simplificada na década de 1960, uma nova sede foi aberta em Knock, Belfast, e vários quartéis rurais foram fechados.

### "The Troubles"

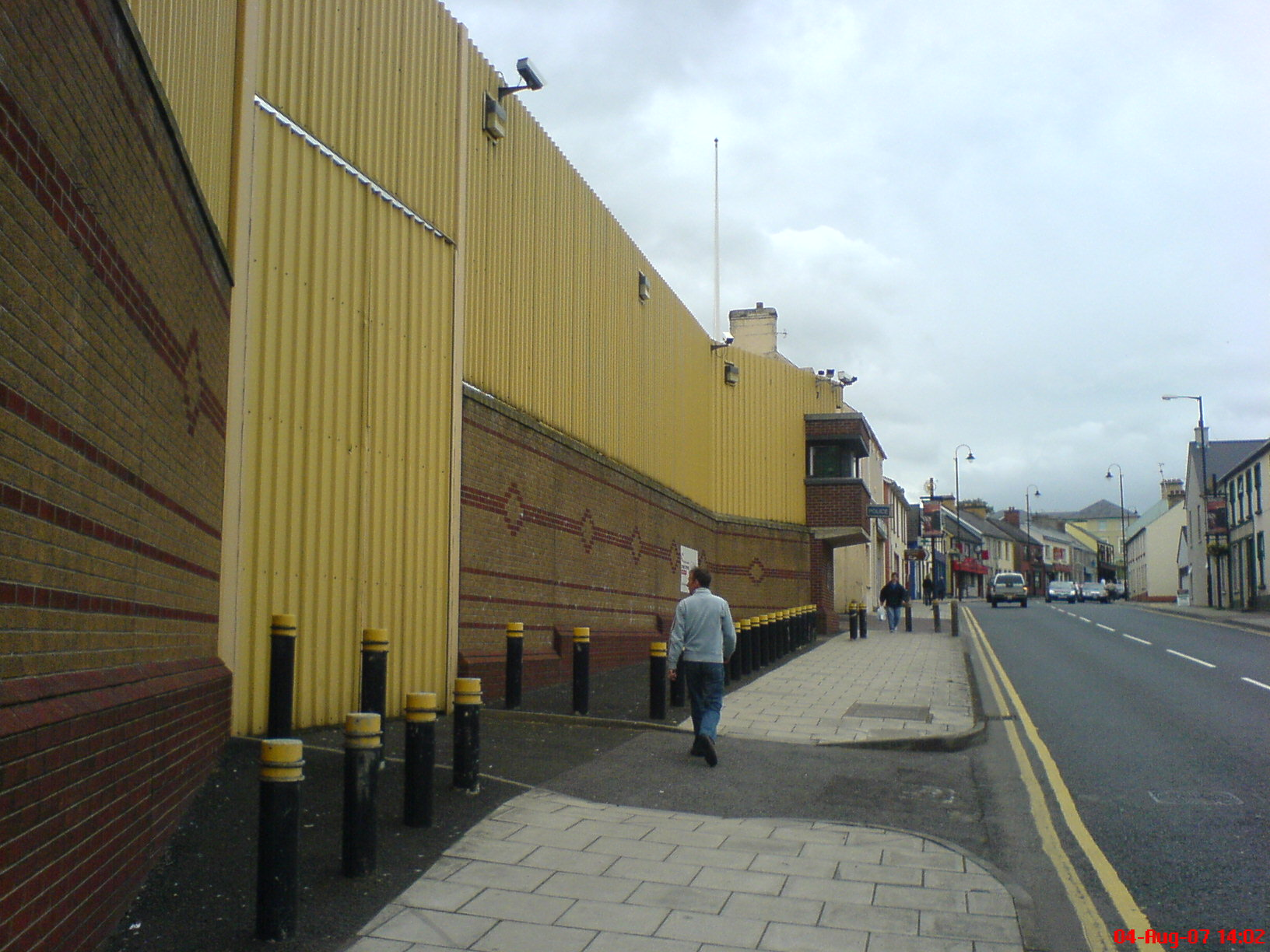
Imagem mostrando as fortificações da estação do RUC em Dungiven.

Os protestos pelos direitos civis durante a década de 1960 e a reação a eles marcaram o início do conflito que ficou conhecido como "The Troubles". A RUC se viu confrontando manifestantes que protestavam contra a manipulação de distritos eleitorais locais e a discriminação na alocação de moradias locais. Muitos desses protestos da Associação dos Direitos Civis da Irlanda do Norte foram proibidos ou interrompidos pelo governo da Irlanda do Norte. A Ulster Special Constabulary era controversa, com a unidade vista por alguns nacionalistas como mais anticatólica e antinacionalista do que a RUC, que, diferentemente dos B Specials, atraiu alguns recrutas católicos. A forte pressão sobre a RUC e a parcialidade percebida dos B-Specials levaram, durante os distúrbios da Irlanda do Norte em agosto de 1969, o Exército Britânico a ser chamado para apoiar a administração civil na Operação Banner. Os católicos afastaram-se em grande parte do Exército Britânico, que viam como alguém que tratava os protestantes de forma diferente, especialmente após o toque de recolher obrigatório de Falls.  

### Reforma
O elevado nível de agitação civil levou a um inquérito exaustivo sobre os distúrbios na Irlanda do Norte, realizado por Lord Scarman, que produziu um relatório em 1972.  James Callaghan, Secretário do Interior em 1969, convocou o Brigadeiro John Hunt (Lord Hunt) para avaliar, aconselhar e relatar a situação policial. Ele foi auxiliado nessa tarefa por Sir Robert Mark, que mais tarde se tornou Comissário do Serviço de Polícia Metropolitana, e Sir James Robertson, então Chefe de Polícia de Glasgow. O Relatório Hunt foi publicado em 3 de outubro de 1969, e a maioria de suas recomendações foram posteriormente aceitas e implementadas. O objetivo era reorganizar completamente a RUC, modernizando a força e alinhando-a com as outras forças policiais do Reino Unido. Isto significou a introdução da estrutura de classificação e promoção britânica,  a criação de 12 Divisões Policiais e 39 Subdivisões, a dissolução da Polícia Especial do Ulster,  e a criação de uma Autoridade Policial concebida para ser representativa de todos os segmentos da comunidade. 
Callaghan, mais tarde eleito primeiro-ministro, pediu a Sir Arthur Young, comissário da polícia da cidade de Londres, para ser destacado por um ano. A nomeação de Young deu início ao longo processo de transformação da RUC em um serviço policial britânico. A Reserva da RUC foi formada como uma força policial auxiliar, e todas as tarefas de estilo militar foram transferidas para o recém-formado Ulster Defence Regiment, que estava sob comando militar e substituiu os B Specials. Callaghan escolheu Young, um policial de carreira, porque nenhum outro policial britânico tinha experiência direta igual à sua no policiamento de sociedades extremamente instáveis e na reforma de gendarmarias. de 1943 a 1945, foi Diretor de Segurança Pública e Diretor de Segurança no governo militar da Itália ocupada pelos Aliados. Mais tarde, ele foi destacado para a Federação da Malásia no auge da Emergência Malaia (1952-1953) e para a colônia da coroa do Quênia durante a rebelião Mau Mau (1954). 

### Primeiras mortes
As primeiras mortes do The Troubles ocorreram em julho de 1969. Francis McCloskey, um civil católico de 67 anos, foi encontrado inconsciente em 13 de julho perto do Dungiven Orange Hall após uma investida policial com cassetetes contra uma multidão que atirava pedras no local. Testemunhas disseram mais tarde que viram policiais espancando uma figura na porta onde McCloskey foi encontrado, embora a polícia tenha alegado que ele estava inconsciente antes do ataque com o cassetete e pode ter sido atingido com uma pedra. Ele foi levado ao hospital e morreu no dia seguinte.  
Em 11 de outubro de 1969, o policial Victor Arbuckle foi morto a tiros por legalistas na Shankill Road, em Belfast, durante uma séria revolta em protesto contra as recomendações do Relatório Hunt. Arbuckle foi a primeira vítima fatal da polícia durante os conflitos. Em agosto de 1970, dois jovens policiais, Donaldson e Millar, morreram quando um carro abandonado que eles estavam examinando perto da cidade fortemente republicana de Crossmaglen explodiu. Eles se tornaram as primeiras vítimas das forças de segurança da campanha do Exército Republicano Irlandês Provisório. Essa campanha envolveu ataques a policiais e continuou até o cessar-fogo final em 1997, quando o processo de paz ganhou força. O último oficial da RUC morto, o policial Francis O'Reilly (um católico), também foi morto por legalistas, em um atentado a bomba em setembro de 1998 durante o conflito de Drumcree. 

### Anos posteriores
Em março de 1972, o Governo da Irlanda do Norte renunciou e o parlamento foi prorrogado. Posteriormente, a Irlanda do Norte ficou sob o governo direto de Westminster, com seu próprio Secretário de Estado, que tinha responsabilidade geral pela política de segurança. A partir de meados da década de 1970, a política britânica de Ulsterização fez com que os oficiais da RUC assumissem um papel mais proeminente no conflito do que antes, o que aumentou sua taxa de baixas. No final de 1982, vários homens do IRA e do Exército de Libertação Nacional Irlandês (INLA) foram mortos a tiros pelo RUC. Isso levou a acusações de uma política de atirar para matar pela RUC. Em setembro de 1983, quatro policiais foram acusados de assassinato em conexão com as mortes. Embora todos tenham sido posteriormente considerados inocentes, o governo britânico criou o Inquérito Stalker para investigar mais a fundo. Em Maio de 1986, Sir John Hermon, então chefe de polícia, acusou publicamente os políticos unionistas de “conspirarem com elementos paramilitares” . 
A raiva em relação ao Acordo Anglo-Irlandês levou a ataques lealistas a mais de 500 casas pertencentes a católicos e oficiais da RUC em meados da década de 1980. Pelo menos 150 famílias da RUC foram forçadas a se mudar como resultado. Em 1998, o chefe de polícia Ronnie Flanagan declarou em uma entrevista na televisão que estava descontente com qualquer oficial da RUC pertencente à Ordem de Orange ou qualquer outra ordem leal . Embora a RUC tenha se recusado a dar detalhes sobre quantos oficiais eram membros da Ordem, trinta e nove oficiais da RUC estão listados no Quadro de Honra da Ordem (de "homens de Orange" mortos no conflito). O tamanho da RUC foi aumentado em diversas ocasiões. No seu auge, havia 8.500 policiais regulares apoiados por cerca de 5.000 policiais da reserva em tempo integral e parcial, tornando-se a segunda maior força do Reino Unido, depois da Polícia Metropolitana de Londres. A direção e o controle da RUC estavam nas mãos do Chefe de Polícia, que era auxiliado por dois Vice-Chefes de Polícia e nove Chefes de Polícia Assistentes. Para fins operacionais, a Irlanda do Norte foi dividida em doze Divisões e trinta e nove Subdivisões. As patentes, deveres, condições de serviço e salários da RUC estavam geralmente alinhados com os das forças policiais da Grã-Bretanha. 

## Policiamento em uma sociedade dividida
Policiar a sociedade dividida da Irlanda do Norte provou ser difícil, uma vez que cada um dos principais blocos religiosos (protestante e católico romano) tinha atitudes diferentes em relação às instituições do Estado.  Para a maioria dos protestantes do Ulster, o estado tinha total legitimidade, assim como suas instituições, seu parlamento, sua força policial e a Coroa. Muitos católicos da Irlanda do Norte, juntamente com os seus líderes políticos, acreditavam que a partição seria apenas temporária.   Muitos abstiveram-se e/ou recusaram-se a participar nas instituições da Irlanda do Norte por uma variedade de razões, incluindo o tratamento dado aos civis católicos pela Polícia Especial do Ulster durante o recente conflito e a crença errada de que a Irlanda do Norte seria cedida ao Estado Livre num futuro não muito distante.   Os receios protestantes de que serviços governamentais estrategicamente importantes fossem infiltrados por católicos desleais ao novo estado polarizaram a sociedade e fizeram com que a maioria dos católicos não quisessem e/ou não pudessem juntar-se à polícia ou à função pública. 

Essa mentalidade foi referenciada por David Trimble:
Os unionistas do Ulster, com medo de ficarem isolados na ilha, construíram uma casa sólida, mas era uma casa fria para os católicos. E os nacionalistas do Norte, embora tivessem um teto sobre as suas cabeças, pareciam-nos que pretendiam incendiar a casa.
Em agosto de 1922, Dawson Bates deu à Ordem de Orange permissão especial para que uma Loja Orange fosse formada na RUC. Em abril de 1923, ele discursou na primeira reunião. Em 1924, John William Nixon, um inspetor distrital suspeito de envolvimento no assassinato de civis católicos, seria demitido após reclamações generalizadas de que ele havia feito um discurso "ferozmente unionista" em uma função da Ordem de Orange. Um inquérito realizado pelo Conselho Nacional Britânico para as Liberdades Civis em 1936 concluiu que:
[É] difícil escapar à conclusão de que a atitude do governo torna a polícia cautelosa em interferir nas atividades da Ordem de Orange e seus simpatizantes. 
Em 4 de abril de 1922, o RIC foi dissolvido. Três dias depois, a Lei das Autoridades Civis (Poderes Especiais) (Irlanda do Norte) de 1922 entrou em vigor, e o governo de Belfast, embora proibido de reunir ou controlar uma força militar, nomeou o Major General Frederick Solly-Flood como conselheiro militar. A RUC teria 3.000 homens, recrutando 2.000 ex-RIC e 1.000 "A Specials". A intenção era que metade dos homens do RIC recrutados fossem católicos, compondo um terço dos cargos dentro da força. No entanto, menos de metade do número esperado de católicos apresentou-se e o restante foi compensado com mais A Specials, que continuaram a existir como uma força separada. 
Ao longo de sua existência, os líderes políticos republicanos e a maioria dos clérigos católicos romanos desencorajaram os católicos de se juntarem à RUC. Seamus Mallon, membro do Parlamento do Partido Social-Democrata e Trabalhista (MP) e crítico da força, que mais tarde serviu como vice-primeiro-ministro da Irlanda do Norte, declarou que a RUC era "97% protestante e 100% unionista" .   A RUC atraiu alguns católicos romanos, a maioria ex-membros do RIC, que vieram do norte do Estado Livre Irlandês depois que a amargura dos combates durante a Guerra Anglo-Irlandesa os impediu de permanecer no território agora controlado por seus inimigos. A porcentagem de católicos na RUC caiu à medida que esses homens se aposentaram ao longo do tempo. 
Católicos notáveis na RUC incluem o chefe de polícia da RUC, Sir James Flanagan, que sobreviveu a uma tentativa de assassinato do IRA; o vice-chefe de polícia Michael McAtamney; o chefe de polícia assistente Cathal Ramsey; o superintendente-chefe Frank Lagan,  e os superintendentes Kevin Benedict Sheehy e Brendan McGuigan. Em Dezembro de 1997,  The Independent (Londres) publicou um documento interno da RUC que vazou e que relatava que um terço de todos os oficiais católicos da RUC relataram ter sofrido discriminação religiosa e/ou assédio por parte de colegas protestantes. 

## Baixas
De acordo com The Thin Green Line – The History of the Royal Ulster Constabulary GC, escrito pelo reservista da RUC Richard Doherty, 314 oficiais foram mortos e mais de 9.000 ficaram feridos durante a existência da RUC. Todos os mortos, exceto 12, foram mortos durante os conflitos (1969 a 1998), dos quais 277 foram mortos em ataques de republicanos irlandeses.  No entanto, de acordo com o projecto CAIN da Universidade do Ulster,  301 agentes da RUC e 18 antigos agentes ou reformados da RUC foram mortos, totalizando 319 mortes. 
O ataque de morteiro de Newry pelo IRA Provisório a uma estação da RUC em 1985, que matou nove policiais (incluindo dois católicos), resultou no maior número de mortes infligidas à RUC em um incidente. Os dois oficiais de mais alta patente do RUC mortos durante "The Troubles" foram o Superintendente Chefe Harry Breen e o Superintendente Robert Buchanan, que foram emboscados pela Brigada Provisória do IRA South Armagh, nos arredores de Jonesborough, Condado de Armagh, em 20 de março de 1989. Em 4 de Dezembro de 2013, num relatório do juiz Peter Smithwick no Tribunal Smithwick (um inquérito público), foi alegado que membros da força policial da República (Garda Síochána) tinham conspirado no assassinato dos dois polícias.  O último oficial da RUC morto como resultado direto do conflito, Francis O'Reilly (um policial católico), morreu em 6 de outubro de 1998, um mês depois de ter sido ferido em um ataque com bomba caseira dos Defensores da Mão Vermelha em Portadown durante o conflito de Drumcree. 

## Criticismo

### Maus-tratos a crianças

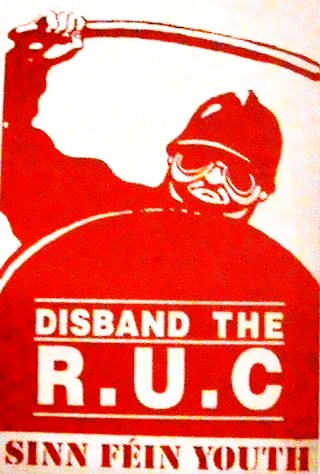
Um adesivo de propaganda do Ógra Shinn Féin pedindo a dissolução do RUC

Em 1º de julho de 1992, a Human Rights Watch (HRW) emitiu um relatório detalhado, alegando violações da RUC e dos paramilitares contra os direitos das crianças durante os conflitos. Tanto as crianças católicas como as protestantes alegaram agressões físicas e assédio mental regulares e graves por parte dos agentes da RUC, geralmente praticados para forçar uma falsa confissão de um crime.  Em uma declaração anexa, a HRW citou alegações de que:
Policiais e soldados assediam jovens nas ruas, batendo, chutando e insultando-os. Os agentes da polícia nos centros de interrogatório insultam, enganam e ameaçam os jovens e, por vezes, agridem-nos fisicamente. As crianças são encerradas em centros de detenção de adultos e prisões em condições vergonhosas. O Helsinki Watch ouviu dezenas de histórias de crianças, dos seus pais, de advogados, de jovens trabalhadores e de líderes políticos, de crianças que foram paradas na rua e espancadas, pontapeadas e abusadas repetidas vezes pela polícia e pelos soldados. E jovens de dezassete anos contaram à Human Rights Watch Helsínquia sobre espancamentos severos na detenção durante interrogatórios policiais.

### Relatório Patten
O Acordo de Sexta-Feira Santa (GFA) de 1998 produziu uma reorganização completa dos sistemas intercomunitários, governamentais e policiais, incluindo um executivo de compartilhamento de poder. O preconceito e a sub-representação de católicos e nacionalistas na RUC levaram, como parte do Acordo de Sexta-Feira Santa, a uma revisão fundamental do policiamento, liderada por Chris Patten, ex-governador britânico de Hong Kong e ministro conservador de Margaret Thatcher. A revisão foi publicada em setembro de 1999. Recomendou uma reorganização completa do policiamento, com a Royal Ulster Constabulary sendo substituída pelo Police Service of Northern Ireland (PSNI), e um esforço para recrutar católicos e a adoção de um novo brasão e distintivo de boné. O PSNI foi introduzido em novembro de 2001. Como parte da mudança, o serviço policial abandonou a palavra "Royal" e adotou um novo distintivo que incluía a coroa, a harpa e o trevo, uma tentativa de representação das principais ideologias. 

### Conspiração lealista

#### Special Patrol Group
O Special Patrol Group foi formado no final da década de 1960 como Força de Reserva Policial. O nome foi alterado para evitar confusão com a recém-formada Reserva Policial de meio período em 1970,  e foi renomeado para "Unidade de Apoio Móvel Divisional" em 1980, depois que dois de seus membros foram condenados por sequestro e assassinato.  Os dois, John Weir e Billy McCaughey, implicaram alguns dos seus colegas numa série de crimes, incluindo o fornecimento de armas, informações e transporte a paramilitares leais, bem como a realização de ataques com tiros e bombas por conta própria.  Weir alegou que oficiais superiores, incluindo o superintendente-chefe Harry Breen, estavam cientes e aprovavam suas atividades.

#### Inquéritos de Stevens
Em 18 de abril de 2003, como parte do terceiro relatório sobre a conivência entre os paramilitares leais do Ulster, a RUC e o Exército Britânico, Sir John Stevens publicou um documento com uma Visão Geral e Recomendações (Stevens 3).  A intenção de Stevens era fazer recomendações que surgissem de deficiências graves que ele havia identificado em todos os três inquéritos.  Em sua autobiografia, Stevens fez questão de destacar a alta consideração que tinha por muitos oficiais da RUC, incluindo o superintendente detetive Maurice Neilly, que morreu no acidente aéreo do Chinook em 1994. 
O terceiro Inquérito Stevens começou em 1999 e se referiu a seus relatórios anteriores ao fazer suas recomendações. O terceiro inquérito de Stevens se concentrou em detalhes em apenas dois dos assassinatos nos quais foi alegado conluio: o de Brian Adam Lambert em 1987 e o de Pat Finucane em 1989. Stevens usou os seguintes critérios como definição de conluio ao conduzir sua investigação:
- A falha em manter registros ou a existência de relatos contraditórios que poderiam limitar a oportunidade de refutar alegações sérias.
- A ausência de responsabilização que poderia permitir que atos ou omissões de indivíduos passassem despercebidos.
- A retenção de informações que possam impedir a prevenção de crimes e a prisão de suspeitos.
- O envolvimento ilegal de agentes em homicídios que poderia implicar que as forças de segurança sancionassem os homicídios. [62]

Em 12 de Dezembro de 2012, o primeiro-ministro britânico, David Cameron, admitiu uma declaração à Câmara dos Comuns de que "níveis chocantes de conluio ocorreram no assassinato de Finucane". 

#### Ouvidoria de Polícia
Num relatório divulgado em 22 de Janeiro de 2007, a Provedora de Justiça da Polícia, Nuala O'Loan, declarou que os informadores da Força Voluntária do Ulster (UVF) cometeram crimes graves, incluindo homicídios, com o pleno conhecimento dos seus responsáveis. O relatório afirmou que agentes da Divisão Especial da RUC criaram declarações falsas, bloquearam buscas de evidências e "cuidaram" de suspeitos durante os interrogatórios. 

## Prêmios
Os prêmios por bravura concedidos a oficiais individuais desde 1969 incluíram 16 Medalhas de Jorge, 103 Medalhas de Bravura da Rainha, 111 Comendas da Rainha por Bravura e 69 Medalhas de Polícia da Rainha. 

Em 12 de abril de 2000, a RUC foi condecorada com a Cruz de Jorge por bravura,  uma honra rara que havia sido concedida coletivamente apenas uma vez antes, à nação insular de Malta. O Prêmio declarou:
Nos últimos 30 anos, a Polícia Real do Ulster tem sido o baluarte e o principal alvo de uma campanha terrorista brutal e sustentada. A Força sofreu muito na protecção de ambos os lados da comunidade contra o perigo – 302 oficiais foram mortos no cumprimento do dever e milhares de outros ficaram feridos, muitos deles gravemente. Muitos agentes foram condenados ao ostracismo pela sua própria comunidade e outros foram forçados a abandonar as suas casas face a ameaças a eles e às suas famílias. À medida que a Irlanda do Norte atinge um ponto de viragem no seu desenvolvimento político, este prémio é concedido para reconhecer a coragem colectiva e a dedicação ao dever de todos aqueles que serviram na Royal Ulster Constabulary e que aceitaram o perigo e o stress que isso lhes trouxe e para suas famílias.

## Oficiais chefes
O principal oficial da Royal Irish Constabulary era seu Inspetor-Geral (o último dos quais, Sir Thomas J. Smith, serviu de 11 de março de 1920 até a partição em 1922). Entre 1922 e 1969, o cargo de Inspetor-Geral da RUC foi ocupado por cinco oficiais, sendo o último Sir Arthur Young, que foi destacado por um ano pela Polícia da Cidade de Londres para implementar o Relatório Hunt. Sob Young, o título foi alterado para Chefe de Polícia, de acordo com as recomendações do Relatório Hunt. Young e outros seis permaneceram no cargo até que a RUC foi incorporada à PSNI. O último titular, Sir Ronnie Flanagan, tornou-se o primeiro chefe de polícia do PSNI. 
- Inspetor-Geral Sir Charles Wickham, de junho de 1922.
- Inspetor-Geral Sir Richard Pim, desde agosto de 1945.
- Inspetor-Geral Sir Albert Kennedy, desde janeiro de 1961.
- Inspetor-Geral Sir Anthony Peacocke, de fevereiro de 1969.
- Inspetor-Geral Sir Arthur Young, de novembro de 1969.
- Chefe de Polícia Sir Graham Shillington, desde novembro de 1970.
- Chefe de Polícia Sir James Flanagan, desde novembro de 1973.
- Chefe de Polícia Sir Kenneth Newman, desde maio de 1976.
- Chefe de Polícia Sir John Hermon, desde janeiro de 1980.
- Chefe de Polícia Sir Hugh Annesley, desde junho de 1989.
- Chefe de Polícia Sir Ronnie Flanagan, de outubro de 1996 a novembro de 2001, continuando como chefe de polícia do PSNI até abril de 2002

## Patentes
|                                    |                                                | Inspector-General (Inspetor-Geral)                   | Deputy Inspector-General (Vice-Inspetor-Geral)       | County Inspector (Inspetor de Condado)                         | District Inspector 1st Class (Inspetor Distrital de 1ª Classe) | District Inspector 2nd Class (Inspetor Distrital de 2ª Classe) | District Inspector 3rd Class (Inspetor Distrital de 3ª Classe) | Head Constable Major (Major Chefe de Polícia) | Head Constable (Chefe de Polícia) | Sergeant (Sargento) | Constable (Policial) | Constable (Policial)                    |
| Patentes (1930-1970)               |                                                |                                                      |                                                      |                                                                |                                                                |                                                                |                                                                |                                               |                                   |                     |                      |                                         |
| Inspector-General (Inspetor-Geral) | Deputy Inspector-General (Vice-Inspetor-Geral) | Commissioner (Comissário)                            | County Inspector (Inspetor de Condado)               | District Inspector 1st Class (Inspetor Distrital de 1ª Classe) | District Inspector 2nd Class (Inspetor Distrital de 2ª Classe) | District Inspector 3rd Class (Inspetor Distrital de 3ª Classe) | District Inspector 3rd Class (Inspetor Distrital de 3ª Classe) | Head Constable Major (Major Chefe de Polícia) | Head Constable (Chefe de Polícia) | Sergeant (Sargento) | Constable (Policial) | Constable (Policial)                    |
| Patentes (1970-2001)               |                                                |                                                      |                                                      |                                                                |                                                                |                                                                |                                                                |                                               |                                   |                     |                      |                                         |
| Chief Constable (Chefe de Polícia) | Deputy Chief Constable (Vice-Chefe de Polícia) | Assistant Chief Constable (Chefe Adjunto de Polícia) | Assistant Chief Constable (Chefe Adjunto de Polícia) | Chief Superintendent (Superintendente Chefe)                   | Superintendent (Superintendente)                               | Chief Inspector (Inspetor Chefe)                               | Inspector (Inspetor)                                           | Sergeant (Sargento)                           | Sergeant (Sargento)               | Sergeant (Sargento) | Constable (Policial) | Reserve Constable (Policial de Reserva) |
|                                    |                                                |                                                      |                                                      |                                                                |                                                                |                                                                |                                                                |                                               |                                   |                     |                      |                                         |

## Equipamento

### Armas
- Revólver Webley .38 [69]
- Ruger Security-Six .357 [70]
- Walther PPK 9mm [71]
- Smith & Wesson Model 59 9mm [72]
- Ruger Mini 14 Pouch [73]
- Metralhadora Sterling 9mm [74]
- Heckler & Koch MP5 9mm [75]
- Lee–Enfield .303
- Rifle Autocarregável L1A1 7,62 mm
- Carabina M1 .30
- Ruger Mini-14 5,56 mm
- Heckler & Koch HK33 5,56 mm
- Heckler & Koch G3 7,62 mm
- Enfield L67A1 37mm
- Webley Schermuly Riot Gun 37mm
- Federal Riot Gun 37mm
- Heckler & Koch HK69A1 40mm

## George Cross Foundation
A Royal Ulster Constabulary GC Foundation foi criada em virtude da Lei da Polícia (Irlanda do Norte) de 2000 com o propósito de "marcar o sacrifício e honrar as conquistas da Royal Ulster Constabulary". 